# Argyrostrotis surrufula
Argyrostrotis surrufula là một loài bướm đêm trong họ Erebidae.